# Aris Enkelmann
Aris Enkelmann (29 de abril de 1964) es un deportista de la RDA que compitió en esgrima, especialista en la modalidad de florete. Ganó una medalla de bronce en el Campeonato Mundial de Esgrima de 1986 en la prueba por equipos.

## Palmarés internacional
| Campeonato Mundial | Campeonato Mundial | Campeonato Mundial | Campeonato Mundial  |
| Año                | Lugar              | Medalla            | Prueba              |
| ------------------ | ------------------ | ------------------ | ------------------- |
| 1986               | Sofía (Bulgaria)   | Medalla de bronce  | Florete por equipos |